# 山形県立鶴岡北高等学校
山形県立鶴岡北高等学校（やまがたけんりつつるおかきたこうとうがっこう）は、山形県鶴岡市に所在した県立の高等学校である。全日制の課程普通科のみの設置で、単位制を採用していた。

## 概要
学則上は男女共学であるが、歴史的な経緯もあり2014年度までは生徒は女子のみであり、事実上、庄内地方で唯一の女子校となっていた。2015年度より、男子生徒の受け入れ態勢が整い、創立以来初めての男子生徒1名が入学した。
2024年(令和6年)4月に鶴岡南高校と統合し、中高一貫校山形県立致道館中学校・高等学校を開校するのに伴い、2024年3月31日閉校した。

## 設置学科
- 全日制の課程
  - 普通科

## 進路
- 大部分は進学でその中でも4年制大学の進学が半分である。うち国公立大学への進学は30人位で他は私大への進学である。就職は10人前後と少ない。

## アクセス
- JR羽越本線鶴岡駅より徒歩19分

## 沿革
- 1897年（明治30年） - 山形県西田川郡鶴岡高等女学校創設。
- 1902年（明治35年） - 山形県立鶴岡高等女学校と改称。
- 1948年（昭和23年） - 学制改革により、山形県立鶴岡第三高等学校と改称。
- 1950年（昭和25年） - 高等学校再編により、山形県立鶴岡第一高等学校と統合、山形県立鶴岡高等学校北校舎となる。
- 1952年（昭和27年） - 高等学校再編により、鶴岡高校より鶴岡南高校を分離、山形県立鶴岡北高等学校として設置される。
- 2003年（平成15年） - 本年度入学者より、単位制の教育課程となる。
- 2013年（平成25年） - 1学級減って4学級（160人）となる。
- 2015年（平成27年） - 本格的に男女共学化開始。
- 2023年（令和5年）10月17日 - 閉校式[5]。
- 2024年（令和6年） - 閉校。

## 部活動
- 運動系
  - バレーボール、バスケットボール、バドミントン、体操、卓球、剣道、弓道、陸上競技、水泳、ソフトボール、硬式テニス、ソフトテニス、アーチェリー、サッカー、山岳、テニス
- 文化系
  - 文学、写真、美術、華道、書道、新聞、茶道、英語、音楽

### 音楽部
- 第83回NHK全国学校音楽コンクール高等学校の部 - 金賞
- 第70回全日本合唱コンクール全国大会高等学校部門 - 金賞
- 第84回NHK全国学校音楽コンクール高等学校の部 - 銀賞

## 制服
- セーラー服（女）
- 詰襟学生服（男）

## 著名な関係者

### 卒業生
- 及位ヤヱ - パイロット、婦人航空協会理事長
- 伊藤喜久井 - 日本画家、白甕社委員長
- 酒井賀世 - 財団法人致道博物館学芸員。
- 佐藤由美 - 陸上選手・資生堂ランニングクラブ所属
- 三浦加納子 - ネイルアーティスト、浜崎あゆみの専属ネイリスト
- 渡邉英里子 - 陶芸家
- 羽山みずき - 演歌歌手

### 在籍者
- 加藤セチ - 理学博士、上野学園大学名誉教授、熊本藩主・加藤忠広の血族
- 宮城野由美子 - 元女優、宝塚歌劇団卒業生

### 教職員等
- 白井久井 - 婦人運動家、庄内婦人会会長
- 村井貞固 - 植物学者
- 戸川安章 - 民俗学者、鶴岡女子専門学校校長、鶴岡市名誉市民
- 松平穆堂 - 書家、鶴岡書道会主宰
- 笹原儀三郎 - 郷土史家、当校校長